# 米克·麥堅尼
米哈埃尔·亚历山大·麥堅尼（1992年1月26日—）為菲律賓裔美國籃球運動員，司職控球後衛，他在效力加州州立大學薩克拉門托分校期間，成為歷史上首名被命名為年度最佳球員和被提名為全美最佳的球員。

## 大學生涯
麥堅尼在處於國家初級學院體育聯賽的歐隆學院開始其大學籃球生涯，一個賽季後他轉到加州州立大學薩克拉門托分校，在兩屆全明星選秀大會中被挑選進隊，並且在他的大學四年級賽季被任命為年度最佳球員，而在當賽季，他更場均貢獻19.2分，4.9個助攻，2.8個籃板和2.4次搶斷。

## 球員生涯
經過在2015年NBA選秀落選後，麥金尼在2015年7月27日與比利時籃球聯賽球隊安特衛普巨人簽訂為期兩年的合約，並且在46場賽事中在19.7分鐘內場均貢獻7.8分，1.6個籃板，2.2個助攻和0.8次搶斷，其後他在2016年10月30日，在2016年NBA發展聯盟選秀大會中在第二輪被北亞利桑那太陽選中，但是他在11月11日被球隊放棄，結果他在12月1日被發展聯盟球隊德拉瓦87人收購，直到他在2018年以亞援身份與東南亞職業籃球聯賽球隊忠信功夫簽約。

## 外部連結
- 米克·麥堅尼在fiba.basketball（英语）
- 米克·麥堅尼在Basketball-Reference.com（NBA G聯盟）（英语）
- 米克·麥堅尼在Sports-Reference.com（NCAA）（英语）
- 米克·麥堅尼在Eurobasket.com（球員）（英语）
- 米克·麥堅尼在RealGM（英语）
- 米克·麥堅尼在Proballers（英语）
- 米克·麥堅尼在Flashscore（英语）